# Вернер Густ
Вернер Густ (нім. Werner Gust; 3 травня 1910 — 2 серпня 1979) — німецький офіцер, оберст вермахту. Кавалер Лицарського хреста Залізного хреста з дубовим листям.

## Біографія
В 1933/34 роках проходив строкову службу в 6-му піхотному полку. В 1937 році вступив фельдфебелем в 50-й піхотний полк. В серпні 1939 року переведений в 477-й піхотний полк 257-ї піхотної дивізії, в 1940 році — командир взводу. Учасник Польської і Французької кампаній. З вересня 1940 року — командир 9-ї роти свого полку, з якою брав участь у Німецько-радянській війні. З квітня 1943 року — командир 3-го батальйону свого полку. Відзначився у боях під Нікополем. Навесні 1944 року важко поранений, пізніше очолив 405-й гренадерський полк, який бився в Курляндії. В травні 1945 року взятий в полон радянськими військами.

## Нагороди
- Медаль «За вислугу років у Вермахті» 4-го класу (4 роки)
- Залізний хрест 2-го і 1-го класу
- Штурмовий піхотний знак в сріблі
- Нагрудний знак «За поранення» в чорному
- Німецький хрест в золоті (2 лютого 1942)
- Сертифікат Пошани Головнокомандувача Сухопутних військ Вермахту (15 липня 1942)
- Медаль «За зимову кампанію на Сході 1941/42»
- Лицарський хрест Залізного хреста з дубовим листям
  - лицарський хрест (7 лютого 1944)
  - дубове листя (№624; 18 жовтня 1944)
- Почесна застібка на орденську стрічку для Сухопутних військ (1945)